# Isabel Wilkerson
Isabel Wilkerson (Washington, 1961) è una giornalista e scrittrice statunitense.
Nel 1994 ha vinto il premio Pulitzer per il miglior articolo, diventando la prima donna afroamericana a ricevere il Pulitzer.
È autrice di Al calore di soli lontani (The Warmth of Other Suns) e di Caste, da cui è tratto il film del 2023 Origin di Ava DuVernay.